# Vermilia subcrenata
Vermilia subcrenata är en ringmaskart som beskrevs av Jean-Baptiste Lamarck 1818. Vermilia subcrenata ingår i släktet Vermilia och familjen Serpulidae. Inga underarter finns listade i Catalogue of Life.